# Dysdera dysderoides
Dysdera dysderoides este o specie de păianjeni din genul Dysdera, familia Dysderidae. A fost descrisă pentru prima dată de Caporiacco, 1947.
Este endemică în Etiopia. Conform Catalogue of Life specia Dysdera dysderoides nu are subspecii cunoscute.